# Màrius Aguilar i Diana
Màrius Aguilar i Diana (Huete, Conca, 1883 – Montpeller, 1950?) fou un periodista. A l'inici del segle xx va ser president de l'Associació Escolar Republicana.